# Yirmisekiz Mehmed Çelebi

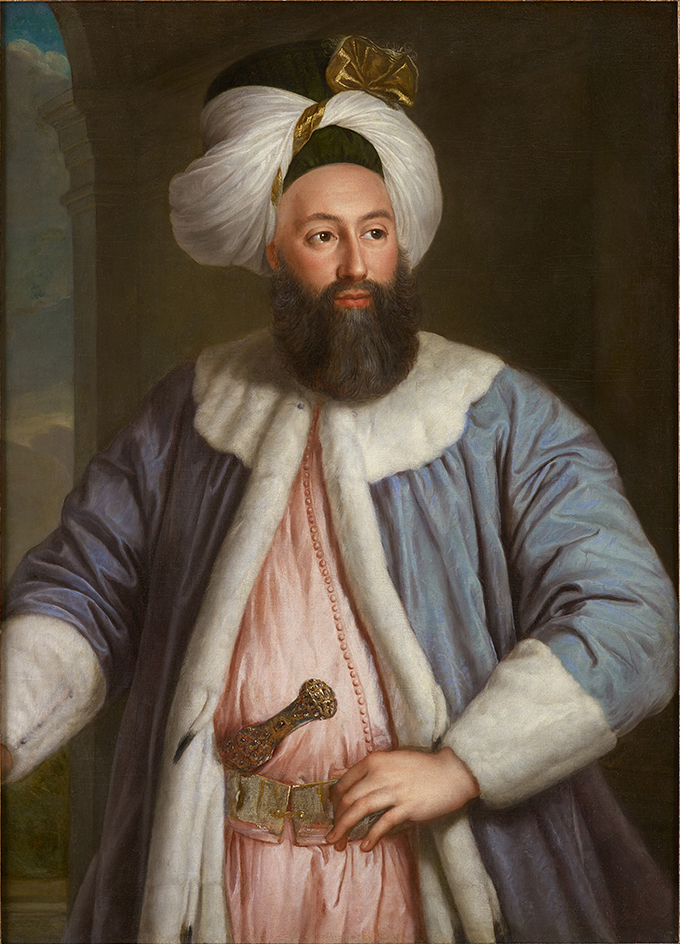
Mehmed Effendi in 1724 in Parijs

Yirmisekiz Mehmed Çelebi Efendi, ook Mehmed Effendi of Mehemet Effendi (omstreeks 1670 – 1732) was een diplomaat van het Ottomaanse rijk. Hij is met name bekend geworden door zijn missie naar Frankrijk in 1720/1721 en het door hem geschreven verslag (Sefâretnâme) daarvan.
Yirmisekiz Mehmed Çelebi Efendi werd geboren in Edirne als zoon van een officier in het corps van de janitsaren. Zelf begon hij ook zijn carrière bij de janitsaren en diende geruime tijd bij het 28e bataljon. Hij kreeg daardoor de bijnaam Yirmisekiz (achtentwintig). Hierna werd hij benoemd tot de hoogst verantwoordelijke voor het Munthuis van het rijk en defterdar, een functie die nu aangeduid zou worden als minister van Financiën. In 1718 maakte hij deel uit van de Ottomaanse onderhandelingsdelegatie bij de besprekingen die leidden tot de Vrede van Passarowitz. 
In 1720 kreeg hij van de sultan Ahmet III de opdracht een Ottomaanse delegatie naar Frankrijk te leiden. 

## Achtergrond

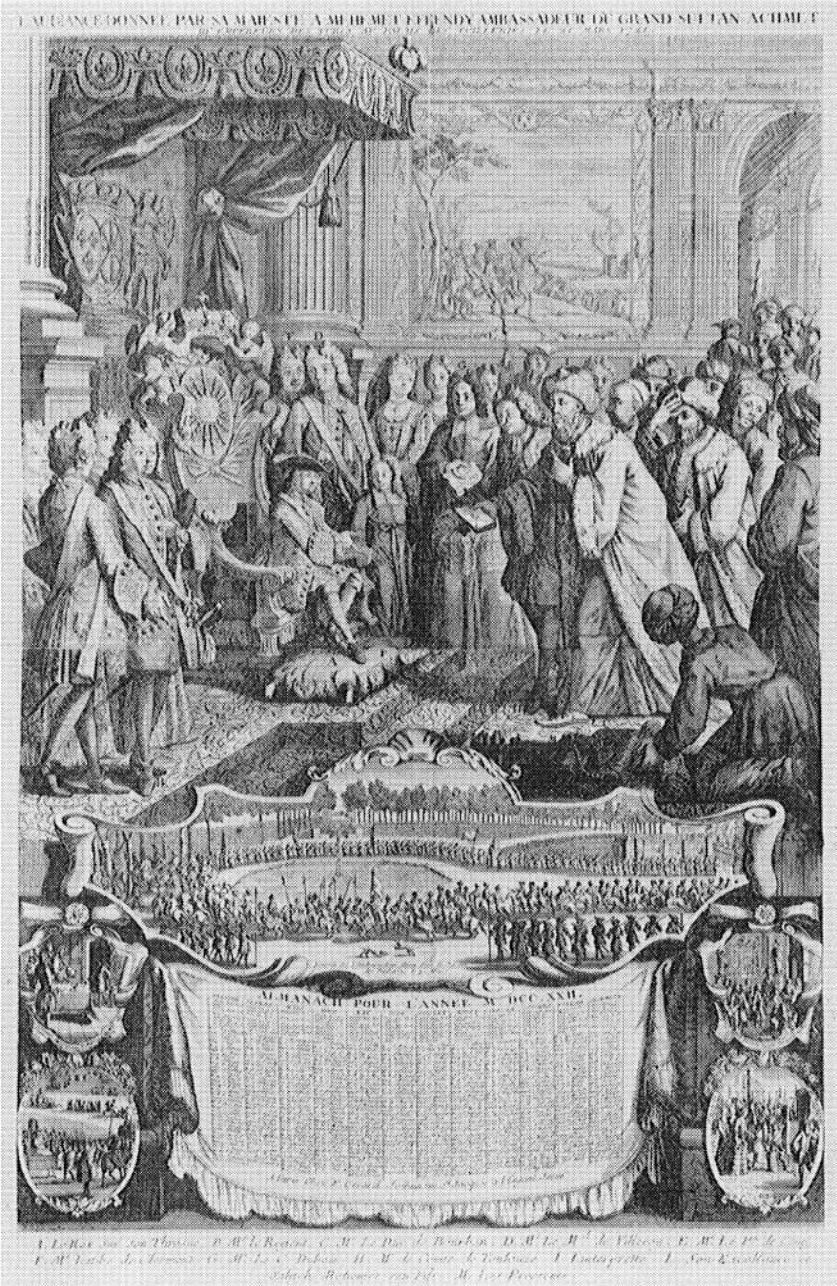
Mehmed Effendi heeft een ontmoeting met de dan elfjarige Lodewijk XV

Het laatste decennium van de regeerperiode van Ahmet III wordt aangeduid als de Tulpenperiode. In de periode was er een hernieuwde belangstelling voor klassieke islamitische cultuur. Tegelijkertijd was er bij een deel van de elite in Istanboel ook toenemende aandacht voor de Europese cultuur. In deze twaalf jaar (1718-1730) werden de diplomatieke relaties met West-Europa versterkt.
Vanaf eind zestiende eeuw waren er permanent gevestigde ambassades van West-Europese landen in Istanboel aanwezig. Het Ottomaanse rijk had echter maar incidenteel gezanten naar Europese staten gezonden. De reeks militaire nederlagen vanaf eind zeventiende eeuw maakte echter duidelijk, dat er naar vormen van allianties gezocht moesten worden en er informatie noodzakelijk was over Europese militaire technologie. Frankrijk was traditioneel ook het land waarmee het Ottomaanse rijk een gemeenschappelijke vijand, de Habsburgers, deelde.
Het publiek maken van de noodzaak voor nieuwe technologie werd als een zwaktebod gezien. De gezochte en formele aanleiding werd het mededelen dat Frankrijk toestemming zou krijgen de Heilig Grafkerk in Jeruzalem te restaureren. In een schriftelijke instructie aan Mehmed Effendi was de opdracht echter duidelijk. "Het bezoeken van militaire forten, fabrieken en een grondige studie te maken van de samenleving en het onderwijs en te rapporteren over die aspecten die toegepast zouden kunnen worden in het Ottomaanse rijk."
Het vertrek van de delegatie was op 7 oktober vanuit Istanboel, Op 22 november arriveerde men in Toulon. De delegatie van ruim honderd personen werd eerst op diverse plaatsen in Frankrijk in quarantaine gehouden. Via Toulouse, Bordeaux en Le Havre arriveerde de delegatie op 15 maart 1722 in Parijs. Op 7 september vertrok men weer naar Istanboel.

## Het paradijs van de ongelovigen

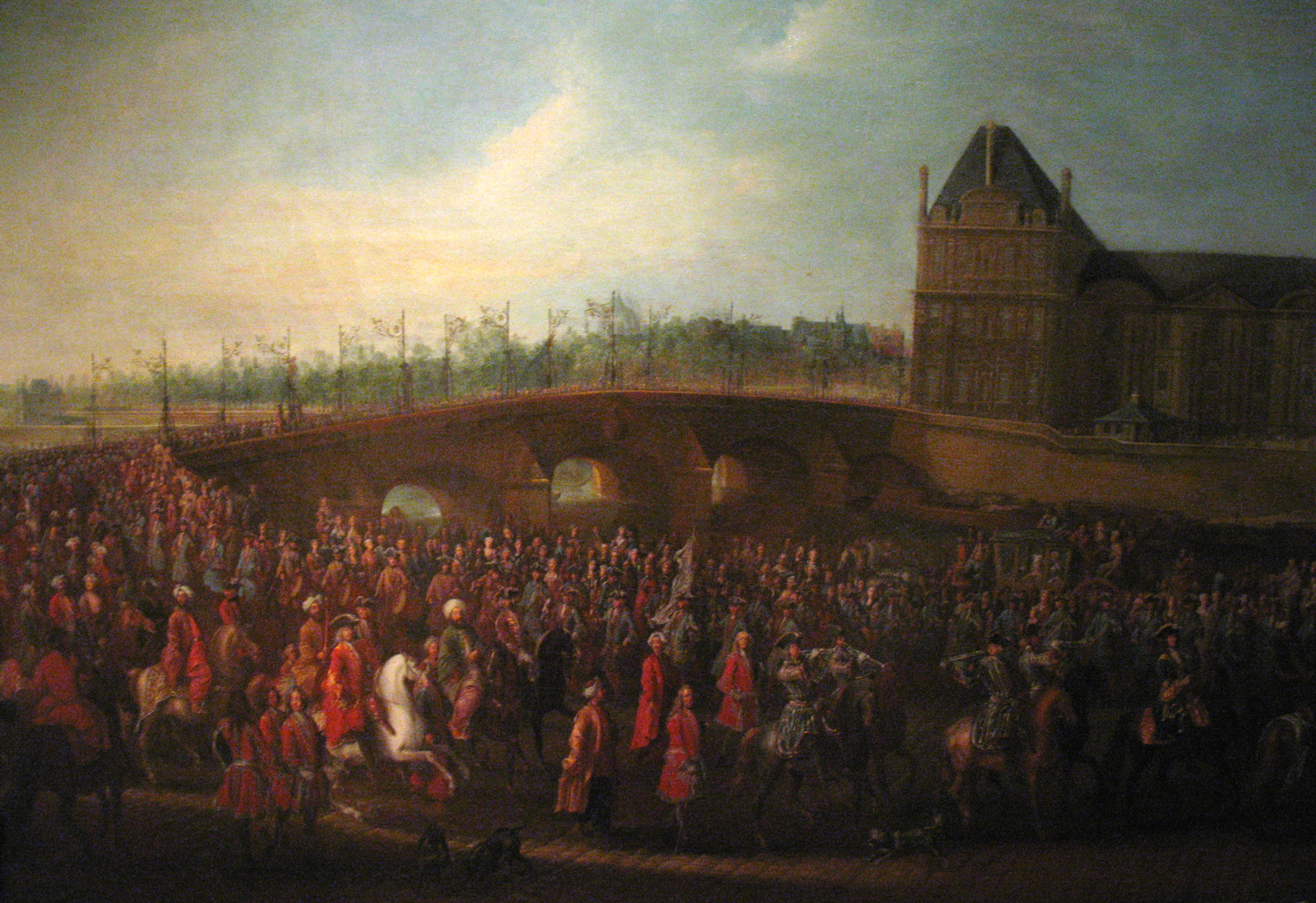
Het vertrek van Mehmed Effendi bij de Tuilerieën

Ottomaanse gezanten beschreven hun bevindingen tijdens een reis in een Sefâretnâme (Het boek van de ambassade). In 1757 werd een Franse vertaling van het verslag van Mehmed Effendi uitgegeven onder de titel Le paradis des infidels. Die titel verwijst naar een zin die Mehmed Effendi in zijn verslag schreef en hij – ten onrechte - aan de Koran toeschreef. De wereld is een gevangenis voor de gelovigen en het paradijs voor de ongelovigen. Het verslag van Mehmed Effendi is het eerste betrouwbare verslag van een Ottomaanse gezant over zijn waarnemingen in Europa. 
Mehmed geeft in het verslag een gedetailleerde beschrijving van het leven van de Franse adel, de koninklijke hofhouding, de paleizen en de tuinen. Hij gaat met name in op de esthetische aspecten die hij aan de architectuur ontdekt. Hij beschreef zijn bezoeken aan de opera, maar ook aan een medische faculteit, een observatorium, een dierentuin en een drukkerij. Mede door de omvang daarvan was het verblijf van de delegatie in Parijs een sensatie. Met name Yirmisekizzade Mehmed Said Pasha, de zoon van Mehmed Effendi, was de favoriet van de Parijse adel en hofhouding. Het verblijf van de delegatie had een grote invloed op het ontstaan van de rage van turkomanie in Frankrijk.
Mehmed Effendi beschreef verder in zijn verslag het naar zijn oordeel veel te onafhankelijke en vrije gedrag van vrouwen in het openbare leven. 
Opmerkelijk in zijn verslag en in alle verslagen van gezanten later in de achttiende eeuw is het vrijwel geheel ontbreken van notities over de religieuze en politieke aspecten van de bezochte cultuur. De gezanten van die eeuw en het overgrote deel van de Ottomaanse elite waren, ondanks het duidelijk verval van het rijk, nog steeds overtuigd van de superioriteit van het Ottomaanse bestuurssysteem en de staatsinrichting. Velen zagen wel tekortkomingen als machtsmisbruik, grote corruptie en technologische achterstand. Zij waren echter van opvatting, dat hervormingen op deze gebieden binnen de bestaande politieke kaders en economische verhoudingen gerealiseerd konden worden.

## Na de missie
Mehmed Effendi was nauw verbonden met het culturele streven van de Tulpenperiode. Deze periode werd afgesloten met een opstand van janitsaren in 1730 waarbij Ahmet III gedwongen werd afstand te doen van de troon. De janitsaren installeerden een nieuwe sultan in de persoon van zijn neef Mahmut I. Mehmed Effendi werd verbannen en stierf twee jaar later in Famagusta. 
Zijn zoon was in die periode de drijvende kracht geweest bij het realiseren van de eerste drukpers in het Ottomaanse rijk. Hij leidde in 1742 een nieuwe delegatie naar Parijs en in 1733 naar Zweden. Van die laatste reis is ook een verslag bewaard gebleven.